# UFO 50
UFO 50 est une collection de jeux vidéo développée et publiée par Mossmouth pour Windows le 18 septembre 2024. Elle comprend 50 jeux inédits de genres et de longueurs variés. L'ensemble des 50 jeux provient de l'effort collaboratif de six développeurs, sa conception s'est étendue sur plusieurs années.

## Gameplay
UFO 50 se présente comme une compilation de jeux développée par une entreprise fictive, UFO Soft, entre 1982 et 1989 pour sa console de jeux LX. La moitié des jeux comprend un mode deux joueurs, versus et/ou  coopération. L'intégralité des 50 jeux est jouable dès le lancement de la compilation,,.
Les jeux de la compilation appartiennent à des genres différents : shoot 'em up, plateforme, jeu de rôle... Les jeux différent en échelle et en durée, certains sont décrits comme étant des "expériences plus courtes, dans le style de l'arcade", tandis que d'autres comprennent "un récit et un large monde à explorer", avec un jeu comprenant une durée estimée à plus de 60 heures pour le finir entièrement,,,.
L'ordre dans lequel les jeux sont présentés expose les développements successifs d'UFO Soft. Certains jeux ont des suites, d'autres comprennent des caméos d'objets ou de personnages venant de jeux précédents,,,. Chaque jeu propose également à la lecture de courts paragraphes informant le joueur sur la création fictive du jeu.

### Liste des jeux d'UFO 50
| #  | Titre                               | Genre                | Versus | Co-op | Date de sortie fictive | Développé par                                   |
| -- | ----------------------------------- | -------------------- | ------ | ----- | ---------------------- | ----------------------------------------------- |
| 1  | Barbuta                             | Aventure/Plateforme  |        |       | 1982                   | Eirik Suhrke                                    |
| 2  | Bug Hunter                          | Puzzle/Stratégie     | Oui    |       | 1983                   | Jon Perry                                       |
| 3  | Ninpek                              | Arcade/Plateforme    |        | Oui   | 1983                   | Eirik Suhrke                                    |
| 4  | Paint Chase                         | Arcade               | Oui    |       | 1983                   | Jon Perry                                       |
| 5  | Magic Garden                        | Arcade               |        |       | 1984                   | Derek Yu, Jon Perry, Tyriq Plummer              |
| 6  | Mortol                              | Plateforme           |        | Oui   | 1984                   | Jon Perry, Paul Hubans                          |
| 7  | Velgress                            | Arcade/Plateforme    |        |       | 1984                   | Derek Yu                                        |
| 8  | Planet Zoldath                      | Aventure             |        |       | 1984                   | Jon Perry                                       |
| 9  | Attactics                           | Arcade/Stratégie     | Oui    |       | 1984                   | Jon Perry, Derek Yu                             |
| 10 | Devilition                          | Puzzle/Stratégie     |        |       | 1984                   | Derek Yu, Jon Perry                             |
| 11 | Kick Club                           | Arcade               |        | Oui   | 1984                   | Derek Yu                                        |
| 12 | Avianos                             | Stratégie            | Oui    |       | 1985                   | Jon Perry                                       |
| 13 | Mooncat                             | Plateforme           |        | Oui   | 1985                   | Eirik Suhrke                                    |
| 14 | Bushido Ball                        | Sport                | Oui    | Oui   | 1985                   | Derek Yu, Jon Perry, Paul Hubans, Tyriq Plummer |
| 15 | Block Koala                         | Puzzle               |        |       | 1985                   | Derek Yu, Paul Hubans                           |
| 16 | Camouflage                          | Puzzle               |        |       | 1985                   | Jon Perry                                       |
| 17 | Campanella                          | Arcade               |        |       | 1985                   | Eirik Suhrke, Ojiro Fumoto                      |
| 18 | Golfaria                            | Aventure             |        |       | 1985                   | Derek Yu, Tyriq Plummer, Paul Hubans            |
| 19 | The Big Bell Race                   | Sport                |        | Oui   | 1985                   | Eirik Suhrke                                    |
| 20 | Warptank                            | Aventure/Puzzle      |        |       | 1985                   | Eirik Suhrke                                    |
| 21 | Waldorf's Journey                   | Arcade/Plateforme    | Oui    |       | 1986                   | Jon Perry                                       |
| 22 | Porgy                               | Metroidvania         |        |       | 1986                   | Derek Yu, Tyriq Plummer                         |
| 23 | Onion Delivery                      | Arcade/Course        |        |       | 1986                   | Eirik Suhrke, Tyriq Plummer                     |
| 24 | Caramel Caramel                     | Arcade/Tir           |        | Oui   | 1986                   | Eirik Suhrke                                    |
| 25 | Party House                         | Stratégie            | Oui    |       | 1986                   | Jon Perry                                       |
| 26 | Hot Foot                            | Sport                | Oui    | Oui   | 1986                   | Jon Perry                                       |
| 27 | Divers                              | Aventure/RPG         |        |       | 1986                   | Eirik Suhrke                                    |
| 28 | Rail Heist                          | Plateforme           | Oui    |       | 1987                   | Jon Perry, Paul Hubans                          |
| 29 | Vainger                             | Metroidvania         |        |       | 1987                   | Derek Yu, Tyriq Plummer                         |
| 30 | Rock On! Island                     | Stratégie            |        |       | 1987                   | Derek Yu                                        |
| 31 | Pingolf                             | Sport                | Oui    |       | 1987                   | Eirik Suhrke                                    |
| 32 | Mortol 2: The Confederacy of Nilpis | Aventure/Plateforme  |        | Oui   | 1987                   | Derek Yu                                        |
| 33 | Fist Hell                           | Arcade               |        | Oui   | 1987                   | Derek Yu                                        |
| 34 | Overbold                            | Arcade/Tir           | Oui    |       | 1987                   | Jon Perry                                       |
| 35 | Campanella 2                        | Aventure             |        |       | 1987                   | Eirik Suhrke                                    |
| 36 | Hyper Contender                     | Sport                | Oui    |       | 1988                   | Jon Perry                                       |
| 37 | Valbrace                            | Aventure             |        |       | 1988                   | Tyriq Plummer, Derek Yu, Paul Hubans            |
| 38 | Rakshasa                            | Plateforme           |        |       | 1988                   | Eirik Suhrke                                    |
| 39 | Star Waspir                         | Arcade/Tir           |        |       | 1988                   | Derek Yu                                        |
| 40 | Grimstone                           | RPG                  |        |       | 1988                   | Derek Yu, Paul Hubans                           |
| 41 | Lords of Diskonia                   | Stratégie            | Oui    |       | 1988                   | Jon Perry                                       |
| 42 | Night Manor                         | Aventure             |        |       | 1988                   | Paul Hubans                                     |
| 43 | Elfazar's Hat                       | Arcade/Tir           |        | Oui   | 1988                   | Eirik Suhrke                                    |
| 44 | Pilot Quest                         | Aventure/Idle        |        |       | 1988                   | Derek Yu, Jon Perry                             |
| 45 | Mini & Max                          | Aventure/Plateforme  |        |       | 1989                   | Jon Perry, Paul Hubans                          |
| 46 | Combatants                          | Stratégie temps réel | Oui    |       | 1989                   | Derek Yu                                        |
| 47 | Quibble Race                        | Stratégie            | Oui    |       | 1989                   | Derek Yu, Jon Perry                             |
| 48 | Seaside Drive                       | Arcade/Tir           |        | Oui   | 1989                   | Ojiro Fumoto                                    |
| 49 | Campanella 3                        | Arcade/Tir           |        |       | 1989                   | Eirik Suhrke                                    |
| 50 | Cyber Owls                          | Plateforme           |        |       | 1989                   | Derek Yu, Paul Hubans, Tyriq Plummer            |

## Développement
UFO 50 a été développé avec GameMaker. Le développement long a obligé l'équipe à recoder les parties les plus anciennes du jeu : Yu a décrit certaines parties du code comme étant "préhistoriques". L'équipe de développement est composée de Derek Yu, Eirik Suhrke, Jon Perry, Paul Hubans, Ojiro Fumoto et Tyriq Plummer, qui ont travaillé sur Spelunky, Downwell, Time Barons, Madhouse et Catacomb Kids. Le projet a été initié lorsque Derek Yu and Jon Perry ont décidé de se réunir pour faire de plus petits jeux, comme ils le faisaient plus tôt dans leurs carrières. L'idée de faire une collection de jeux est venue lorsque Yu a considéré que la mise en vente des jeux en standalone ne donnerait pas de bons résultats.
UFO 50 a été annoncé en 2017, avec une sortie prévue pour 2018. Le développement a finalement pris six ans de plus et le jeu est sorti le 18 septembre 2024. Ce délai supplémentaire est dû à l'équipe, qui a sous-estimé le temps nécessaire pour réaliser les 50 jeux, et qui a développé conjointement Spelunky 2. Le temps total de développement de huit ans coïncide finalement avec la fenêtre fictive des sorties de jeux de UFO Soft (1982–1989).
Les jeux de la collection comportent des restrictions trouvables sur les machines des années 1980, comme la limitation à 32 couleurs commune à tous les jeux de la compilation. Les ralentissements et les clignotements de sprites, communs à cette époque, n'ont pas été inclus, Yu pensait que cela déteriorerait l'expérience de jeu.

## Marketing et sortie
UFO 50 a été révélé en 2017 sur la chaîne Youtube 
de Mossmouth, et devait initialement sortir l'année suivante. Une version anticipée du jeu a été présentée durant les conventions de jeux Pax West de 2017 et 2018. UFO 50 a également été présenté au Day of the Devs de l'évènement Summer Game Fest, où sa date de sortie finale a été annoncée au 18 septembre 2024.

## Réception

### Critiques
D'après l'aggrégateur de critiques Metacritic, UFO 50 a reçu des "éloges universelles" des critiques, et 100% des critiques recommandent le jeu d'après OpenCritic.

### Distinctions
| Liste des prix et nominations d'UFO 50 | Liste des prix et nominations d'UFO 50 | Liste des prix et nominations d'UFO 50 | Liste des prix et nominations d'UFO 50 | Liste des prix et nominations d'UFO 50 |
| Prix                                   | Date                                   | Catégorie                              | Résultat                               | Réf.                                   |
| -------------------------------------- | -------------------------------------- | -------------------------------------- | -------------------------------------- | -------------------------------------- |
| Indie Game Awards                      | 19 décembre 2024                       | Jeu de l’année                         | Nomination                             | [ 21 ]                                 |
| Indie Game Awards                      | 19 décembre 2024                       | Jeu le plus innovant                   | Nomination                             | [ 21 ]                                 |